# Steve Wilhite
Steve Wilhite (anglès: Stephen Wilhite)  (West Chester Township, 3 de març de 1948 - Cincinnati, 14 de març de 2022) va ser un científic informàtic estatunidenc, que va treballar a CompuServe i va ser el cap d'enginyeria de l'equip que va adaptar el format de fitxer d'imatge GIF de l'anterior algorisme LZW propietat d'Unisys. GIF es va convertir en l'⁣estàndard de facto per a imatges en color de 8 bits a Internet fins que PNG es va convertir en una alternativa viable. El seu equip va desenvolupar GIF (Graphic Interchange Format) el 1987. El 2016, el format havia trobat un ús generalitzat en el disseny de llocs web, publicacions a les xarxes socials, documents de flux de treball i guies pràctiques.

## Biografia
Wilhite va continuar sent un empleat de CompuServe / AOL durant la primera dècada del segle XXI, treballant en una varietat de sistemes CompuServe. Aquests inclouen els protocols de cable de CompuServe, com ara Host Micro Interface (HMI) i el protocol CompuServe B per al CompuServe Information Manager (CIM); noves característiques del servei a principis dels noranta; Programari de xat web a finals de la dècada de 1990; i investigant models de comunitat web fins a la seva marxa el 2001 després de patir un ictus.

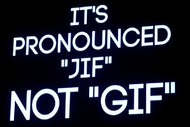

Abans de treballar amb CompuServe Information Manager, va dirigir un equip que va crear compiladors i sistemes de temps d'execució per utilitzar-los als ordinadors DECsystem-10 que eren les principals plataformes informàtiques utilitzades per CompuServe. Els més notables van ser els compiladors Fortran i BASIC i els sistemes d'execució, i una biblioteca substancial anomenada "BTOOLS" per donar suport a la programació BLISS.
El nom de Wilhite apareix amb freqüència en el debat sobre la pronunciació de l'acrònim GIF. "L'Oxford English Dictionary accepta les dues pronunciacions", va dir Wilhite. "Estan equivocats. És una "G" suau, pronunciada "jif". Final de la història". La pronunciació prevista es fa ressò deliberadament de la marca nord-americana de mantega de cacauet Jif.
Wilhite va morir de COVID-19 el 14 de març de 2022 a l'hospital del costat de casa seva a Milford, ⁣Ohio, als 74 anys.